# Golpe de Estado en Honduras de 1975
El golpe de Estado de Honduras de 1975 tuvo lugar el 22 de abril de 1975, con el derrocamiento de Oswaldo López Arellano en un golpe militar liderado por su colega, el general Juan Alberto Melgar Castro. El golpe fue provocado en parte por el escándalo Banagate, expuesto por la Comisión de Bolsa y Valores de Estados Unidos en 1975, en el que la United Brands Company acordó sobornar al presidente López con 1,25 millones de dólares y la promesa de otros 1,25 millones de dólares a cambio de la reducción. de determinados impuestos a la exportación de plátanos.